# Iribas
Iribas est une commune située dans la municipalité de Larraun de la communauté forale de Navarre, dans le Nord de l’Espagne.
Cette commune se situe dans la zone bascophone de la Navarre. Elle est située dans la mérindade de Pampelune, à 35km de Pampelune, dans la comarque du Nord d'Aralar. Sa population en 2021 était de 31 habitants, sa superficie est de 6,88 km² et sa densité de population est de 5,67 hab/km².

## Géographie
La commune d'Iribas est située dans la partie sud de la municipalité de Larraun. La commune est délimitée au nord par la commune de Lekunberri; à l'est par les communes d'Alli, d'Astitz, et d'Oderitz; au sud par la commune d'Uharte Arakil et à l'ouest par la commune de Baraibar.
|          | Lekunberri    |                         |
| Baraibar | Iribar        | Alli, Astitz et Oderitz |
|          | Uharte Arakil |                         |

## Population
| 2000 | 2001 | 2002 | 2003 | 2004 | 2005 | 2006 | 2007 | 2008 |
| ---- | ---- | ---- | ---- | ---- | ---- | ---- | ---- | ---- |
| 49   | 47   | 45   | 43   | 42   | 43   | 43   | 43   | 43   |

| 2009 | 2010 | 2011 | 2012 | 2013 | 2014 | 2015 | 2016 | 2017 |
| ---- | ---- | ---- | ---- | ---- | ---- | ---- | ---- | ---- |
| 43   | 43   | 41   | 41   | 39   | 39   | 40   | 45   | 44   |

| 2018 | 2019 | 2020 | 2021 | - | - | - | - | - |
| ---- | ---- | ---- | ---- | - | - | - | - | - |
| 44   | 43   | 39   | 31   | - | - | - | - | - |